# Csikéria
Csikéria (in croato Čikerija)  è un comune dell'Ungheria situato nella contea di Bács-Kiskun, nell'Ungheria meridionale di 952 abitanti (dati 2009)

## Società

### Evoluzione demografica
Secondo i dati del censimento 2001 il 99% degli abitanti è di etnia ungherese